# Janelas da Catedral Vol. 2 = Praise
Em 2008 a banda Catedral lançou o volume 2 do álbum “Janelas da Catedral”. Os detalhes de dia e mês ainda são incertos.
O disco composto por 10 (dez) músicas, foi produzido pela gravadora Line Records, todas as faixas estão com uma qualidade de áudio indiscutível.
Fonte: <https://m.som13.com.br/catedral/albums/janelas-da-catedral-vol-2-praise>

## Faixas[2][3]
1. "O Impossível Não Existe"
2. "Meu Eterno Amor"
3. "Muito além de um segredo"
4. "Meu Caminho"
5. "A razão de te amar"
6. "Deus de Israel"
7. "O Caminho da Fé"
8. "Vem Reinar em Minha Vida"
9. "A Verdade de um Sonho"
10. "Profissão da Fé"

Fonte:<https://www.suamusica.com.br/Potato/janelas-da-catedral-2-praise-2008>
1. ↑  «Baixar CD Catedral - Catedral Praise - Janelas da Catedral - Vol.2 - Baixar SOM Gospel». www.baixarsomgospel.org. Consultado em 7 de junho de 2019
2. ↑  «Janelas da Catedral 2 - Praise (2008) - Gospel - Sua Música». www.suamusica.com.br. Consultado em 7 de junho de 2019
3. ↑  https://www.facebook.com/som13. «Janelas da catedral Vol. 2 - Praise - Catedral - Álbum - Som13». Som13, Musicas para ouvir online. Consultado em 7 de junho de 2019